# Paralelo 56 S
O Paralelo 56 S é um paralelo no 56° grau a sul do plano equatorial terrestre. Está 4 graus a norte do limite setentrional do Oceano Antártico, e não atravessa terra firme.
Começando pelo Meridiano de Greenwich e tomando a direção leste, o paralelo 56° Sul passa sucessivamente por:
| País, território ou mar | Notas                                         |
| ----------------------- | --------------------------------------------- |
| Oceano Atlântico        |                                               |
| Oceano Índico           |                                               |
| Oceano Pacífico         | Passa a sul da Ilha Hornos (Cabo Horn), Chile |
| Oceano Atlântico        |                                               |